# Bart Koning
Bart Koning (* 1957 in Amsterdam) ist ein niederländischer Maler.

## Leben
Bart Koning begann 1975 mit der Lehrerausbildung „d’Witte Lelie“ in Amsterdam, Fachrichtung Kunst. Dieses Studium beendete er nicht.
Von 1977 bis 1979 studierte er Monumentale Kunst an der Academie Artibus in Utrecht. 1979 wechselt er an die Gerrit Rietveld Academie, Amsterdam, wo er in Malerei und Grafik unterrichtet wurde, u. a. bei Herman Gordijn und William Lindhout. Im letzten Akademiejahr arbeitete Koning unter Begleitung von William Lindhout mit Auke de Jong und Wim-Hessel van de Velde in einem Malerkollektiv zusammen. Nach seinem Abschluss in 1982 wurde diese Zusammenarbeit in Lindhouts Atelier fortgesetzt.
1982 wurde durch eine Gruppe von Künstlern rund um Lindhout im ehemaligen Handelsblattgebäude im Zentrum von Amsterdam die Künstlerinitiative „Aorta“ gegründet, an deren Aufbau und Entwicklung Koning, de Jong und van de Velde mitbeteiligt waren.
1992 zog Koning nach Deutschland. 2009 war Koning einer der Initiatoren und Organisatoren der Ausstellung „Grosse Dujardin, 37-Krefelder Künstler stellen aus“.
Bart Koning lebt und arbeitet in Krefeld.

## Werk
Bart Koning bedient sich eines realistischen Malstils, der eher unspektakulär und zurückhaltend ist. Er arbeitet mit einer meist gedeckten Farbpalette, wobei kleinste Nuancen, besonders in den Grautönen, eine wichtige Rolle spielen.
Durch die Reduzierung der kompositorischen Elemente scheint es, als ob die eigentlichen Motive sich in einem kaum definierten Raum befinden. Dadurch entsteht eine Art Verfremdung. Seine Motive entsprechen den gängigen malerischen Genres: Stillleben, Porträt, Landschaft oder Tiermalerei.
Hervorzuheben ist, dass die Motive, wie z. B. ein Zelt oder ein Pferd, konsequent im Maßstab 1:1 abgebildet werden. Ist dies nicht der Fall, hat es immer eine inhaltsbezogene Bedeutung.

## Ausstellungen (Auswahl)

### Einzelausstellungen
- 2002 Stadtarchiv, Krefeld
- 2007 „Jubiläumausstellung“ Verein Kunst und Krefeld, Krefeld
- 2013 „Going Home“ Krefelder Kunstverein
- 2016 „Taxi“ Kunstverein Schopfheim
- 2021 „Bart Koning, Malerei“ Malkasten Jacobihaus, Düsseldorf

### Gruppenausstellungen
- 2005 BIS, Altes Museum Mönchengladbach
- 2006 „Stillleben“, Städtische Galerie Viersen
- 2011–2014 „Große Kunstausstellung NRW“ Museum Kunstpalast, Düsseldorf
- 2014 „Ross ohne Reiter“ Kunstmuseum Solingen
- 2014 „Aus den Ateliers“ Krefelder Kunstverein
- 2017 „Große Kunstausstellung NRW“ Museum Kunstpalast, Düsseldorf
- 2018 „Ohne Titel“ WG Kunst, Amsterdam
- 2019 „Große Kunstausstellung NRW“ Museum Kunstpalast, Düsseldorf
- 2019 „Lang Leve Rembrandt“, Rijksmuseum, Amsterdam
- 2019 „Rheinblick“ Kunstverein Xanten
- 2019 „Jahresgaben“ Krefelder Kunstverein
- 2021 „Große Kunstausstellung NRW“ Museum Kunstpalast, Düsseldorf
- 2022 Salon der Künstler, Museum Kurhaus Kleve